# Daphnella margaretae
Daphnella margaretae is een slakkensoort uit de familie van de Raphitomidae. De wetenschappelijke naam van de soort is voor het eerst geldig gepubliceerd in 1972 door Lyons.